# Expedition 41
Expedition 41 è la 41ª missione di lunga durata verso la International Space Station (ISS). Ha avuto inizio a settembre 2014.

## Equipaggio
| Ruolo               | Settembre 2014                        | Settembre – Novembre 2014                     |
| ------------------- | ------------------------------------- | --------------------------------------------- |
| Comandante          | Maksim Suraev, Roscosmos Secondo volo | Maksim Suraev, Roscosmos Secondo volo         |
| Ingegnere di volo 1 | Gregory Wiseman, NASA Primo volo      | Gregory Wiseman, NASA Primo volo              |
| Ingegnere di volo 2 | Alexander Gerst, ESA Primo volo       | Alexander Gerst, ESA Primo volo               |
| Ingegnere di volo 3 |                                       | Aleksandr Samokutjaev, Roscosmos Secondo volo |
| Ingegnere di volo 4 |                                       | Elena Serova, Roscosmos Primo volo            |
| Ingegnere di volo 5 |                                       | Barry Wilmore, NASA Secondo volo              |

Fonte: ESA